# Karpîlivka, Lubnî
Karpîlivka (în ucraineană Карпилівка) este un sat în comuna Duhove din raionul Lubnî, regiunea Poltava, Ucraina.

## Demografie
Componența lingvistică a localității Karpîlivka
     Ucraineană (97,95%)
     Rusă (1,28%)
     Alte limbi (0,77%)
Conform recensământului din 2001, majoritatea populației localității Karpîlivka era vorbitoare de ucraineană (97,95%), existând în minoritate și vorbitori de rusă (1,28%).